# 薛近兗
薛近兖（1569年—1621年），原名薛百昌，字信余，号又损，南直隶常州府武進縣人，明朝政治人物、戏曲作家。

## 生平
隆庆己巳閏六月初七日生，治诗经。萬曆十九年（1591年）辛卯科应天府鄉試第一百七名舉人，二十三年（1595年）乙未科进士，户部觀政，二十四年十月歴授浙江崇德县知县，二十五年改教，丁母憂，二十八年補淮安府学教授。漕运推官、刑部主事、兵部员外郎、浙江參政。四十四年十月升本省按察使，四十六年四月升右布政使，四十七年二月为云南左布政。天启元年卒。著有《绣襦记》四卷。

## 家族
曾祖薛锳，庠生。祖薛卿，封吏部主事。父薛应旂，官按察司副使。母馮氏，封安人；母丁氏。慈侍下。從兄薛近魯（歲贡生）、薛近洙（進士）、薛近城。娶周氏，子阿桂、阿年。